# سانيتش الشمالية (كولومبيا البريطانية)
سانيتش الشمالية (بالإنجليزية: North Saanich)‏ هي مدينة كندية تقع في مقاطعة كولومبيا البريطانية. تبلغ مساحة هذه المدينة 37.1448 (كم²)، ويبلغ عدد سكانها 10823 نسمة حسب إحصاء سنة 2006 م، بينما كان يسكنها 10436 نسمة في سنة 2001 م. تحتل هذه المدينة المرتبة رقم 348 بين مدن كندا حسب عدد السكان والمرتبة رقم 52 في المقاطعة. نما عدد السكان في هذه المدينة بنسبة (3.7) بين العامين المذكورين.

## وصلات خارجية
- الأطلس الحكومي لكندا
- إحصاءات كندا مع ساعة تعداد السكان